# Onthophagus densepunctatus
Onthophagus densepunctatus là một loài bọ cánh cứng trong họ Bọ hung (Scarabaeidae).